# Wereldbeker schaatsen 2011/2012 - Wereldbeker 4
De Wereldbeker schaatsen 2011/2012 Wereldbeker 4 was de vierde wedstrijd van het wereldbekerseizoen die op 21 en 22 januari 2012 plaatsvond in de Utah Olympic Oval in Salt Lake City, Verenigde Staten. Enkel de sprintafstanden, 500 en 1000 meter, stonden op het programma.

## Programma
| Datum               | Tijd  | Onderdeel                                               |
| ------------------- | ----- | ------------------------------------------------------- |
| Zaterdag 21 januari | 20:00 | 500 m vrouwen 500 m mannen 1000 m vrouwen 1000 m mannen |
| Zondag 22 januari   | 20:00 | 500 m vrouwen 500 m mannen 1000 m vrouwen 1000 m mannen |

## Nederlandse deelnemers
| Afstand  | Geslacht | Deelnemers, A- of B-groep | Deelnemers, A- of B-groep | Deelnemers, A- of B-groep | Deelnemers, A- of B-groep | Deelnemers, A- of B-groep | Deelnemers, A- of B-groep | Deelnemers, A- of B-groep | Deelnemers, A- of B-groep | Deelnemers, A- of B-groep | Deelnemers, A- of B-groep |
| -------- | -------- | ------------------------- | ------------------------- | ------------------------- | ------------------------- | ------------------------- | ------------------------- | ------------------------- | ------------------------- | ------------------------- | ------------------------- |
| 1e 500m  | Vrouwen  | Margot Boer               | A                         | Annette Gerritsen         | A                         | Thijsje Oenema            | A                         | Laurine van Riessen       | A                         | Mayon Kuipers             | B                         |
| 1e 500m  | Mannen   | Stefan Groothuis          | A                         | Jesper Hospes             | A                         | Michel Mulder             | A                         | Jan Smeekens              | A                         | Hein Otterspeer           | B                         |
|          |          |                           |                           |                           |                           |                           |                           |                           |                           |                           |                           |
| 1e 1000m | Vrouwen  | Margot Boer               | A                         | Marrit Leenstra           | A                         | Laurine van Riessen       | A                         | Ireen Wüst                | A                         | Annette Gerritsen         | B                         |
| 1e 1000m | Mannen   | Stefan Groothuis          | A                         | Kjeld Nuis                | A                         | Sjoerd de Vries           | A                         | Michel Mulder             | B                         | Hein Otterspeer           | B                         |
|          |          |                           |                           |                           |                           |                           |                           |                           |                           |                           |                           |
| 2e 500m  | Vrouwen  | Margot Boer               | A                         | Annette Gerritsen         | A                         | Thijsje Oenema            | A                         | Laurine van Riessen       | A                         | Mayon Kuipers             | B                         |
| 2e 500m  | Mannen   | Jesper Hospes             | A                         | Michel Mulder             | A                         | Ronald Mulder             | A                         | Jan Smeekens              | A                         | Hein Otterspeer           | B                         |
|          |          |                           |                           |                           |                           |                           |                           |                           |                           |                           |                           |
| 2e 1000m | Vrouwen  | Margot Boer               | A                         | Annette Gerritsen         | A                         | Marrit Leenstra           | A                         | Laurine van Riessen       | A                         | Ireen Wüst                | A                         |
| 2e 1000m | Mannen   | Stefan Groothuis          | A                         | Kjeld Nuis                | A                         | Sjoerd de Vries           | A                         | Michel Mulder             | B                         | Hein Otterspeer           | B                         |

De beste Nederlander per afstand wordt vet gezet

## Podia

### Mannen
| Afstand:  | Goud:                        | Tijd    | Zilver:                    | Tijd    | Brons:                            | Tijd    |
| 1e 500 m  | Keiichiro Nagashima Japan    | 34,37   | Jan Smeekens Nederland     | 34,40   | Tucker Fredricks Verenigde Staten | 34,45   |
| 2e 500 m  | Dmitri Lobkov Rusland        | 34.54   | Keiichiro Nagashima Japan  | 34.57   | Tucker Fredricks Verenigde Staten | 34.61   |
| 1e 1000 m | Shani Davis Verenigde Staten | 1.07,20 | Denny Morrison Canada      | 1.07,39 | Stefan Groothuis Nederland        | 1.07,45 |
| 2e 1000 m | Shani Davis Verenigde Staten | 1.07,69 | Stefan Groothuis Nederland | 1.07,94 | Pekka Koskela Finland             | 1.08,17 |

### Vrouwen
| Afstand:  | Goud:                         | Tijd    | Zilver:                             | Tijd    | Brons:                              | Tijd    |
| 1e 500 m  | Lee Sang-Hwa Zuid-Korea       | 37,36   | Nao Kodaira Japan                   | 37,42   | Heather Richardson Verenigde Staten | 37,58   |
| 2e 500 m  | Lee Sang-Hwa Zuid-Korea       | 37,28   | Yu Jing China                       | 37,51   | Jenny Wolf Duitsland                | 37,62   |
| 1e 1000 m | Christine Nesbitt Canada      | 1.13,36 | Heather Richardson Verenigde Staten | 1.13,99 | Ireen Wüst Nederland                | 1.14,51 |
| 2e 1000 m | Laurine van Riessen Nederland | 1.14,21 | Marrit Leenstra Nederland           | 1.14,41 | Monique Angermüller Duitsland       | 1.14,83 |